# 真宗高田派
真宗高田派（しんしゅうたかだは）は、三重県津市の専修寺を本山とする浄土真宗の一派。
親鸞の門弟真仏、顕智が率いる下野国高田（現在の栃木県真岡市高田）の専修寺を中心とする高田門徒の流れを汲む。末寺数、約640寺。

## 歴史

### 草創期
承元元年（1205年）に後鳥羽上皇によって法然とその門下が行っていた専修念仏は停止され、親鸞は越後国に配流された（承元の法難）。承元5年（1211年）、親鸞は赦免されると信濃国の善光寺に参り、その足で常陸国に赴いてその地で布教活動を行った。
やがて親鸞は常陸国の稲田の草庵を拠点とし、元仁元年（1224年）4月15日、浄土真宗の教義の骨格ともいえる『顕浄土真実教行証文類』（『教行信証』）の草稿本を完成させた。このため、今日浄土真宗ではこの日をもって立教開宗の年としている。
そして翌、嘉禄元年（1225年）に親鸞は、「高田の本寺を建立せよ」、次いで「師の願い満足す。速やかに善光寺に来るべし。我が躯を分かちて汝に与えるなり」との如来の夢告があり、弟子２人と善光寺に赴いた。そして善光寺からその本尊である一光三尊仏の写しをもらい受けると、真岡城主大内氏の懇願により建てられた下野国高田の寺院に安置した。これが本寺高田専修寺と高田門徒・真宗高田派の起源である。そして現在もこの一光三尊仏は本寺専修寺の本尊である。
翌、嘉禄2年（1226年）、朝廷から高田の寺院に「専修阿弥陀寺」の名と勅願寺に指定するとの綸旨を頂戴し、寺の名称を専修寺に改めた。これにより、親鸞の教化活動は遊行から専修寺中心に変わり、建立後約7年間この寺で過ごしたとされている。
親鸞が京都に帰ってからは高田門徒の中心人物であった親鸞の高弟真仏が専修寺の第2世となり、引き続き高田門徒を率いて布教活動などを行い、その死後は第3世顕智が高田専修寺を継承した。顕智は三河国で布教して円善を弟子とし、やがてそこで和田門徒が構成されていった。
延慶2年（1309年）、親鸞の廟所である京都の大谷廟堂の留守職を巡って覚如と叔父の唯善が争い、敗訴した唯善が廟堂を破壊して鎌倉に逃亡する事件が起きた。その為、この後の大谷廟堂の復興は顕智が中心となって行われた。しかし、第4世専空以後は、大谷廟堂を大谷本願寺として寺院化し独自路線を取り始めた覚如と本願寺に対し次第に距離を置き始めた。
寛正5年（1464年）、第10世となった真慧は高田派中興の祖とされる。真慧は布教と仏事に「野仏」と「野袈裟」を使用して関東地方だけでなく東海地方、北陸地方にまで教線を拡げていき門徒を増やしていった。この頃の高田派は浄土真宗内でも佛光寺派に次ぐ第二の勢力を誇っていた。真慧は特に越前国や加賀国で積極的に布教を行っていたが、当時ここには高田派の流れをくむ三門徒の勢力が強かった。
三門徒とは、顕智の弟子の円善が和田門徒を率いて越前国で布教を行い、そこで如道を弟子とし、その如道が中心となって出来上がった如道教団のことである。その後に専照寺（後に真宗三門徒派 本山）、誠照寺（後に真宗誠照寺派 本山）、證誠寺（後に真宗山元派 本山））の三山が中心となっていったのでそう呼ばれる。が、それら三門徒から高田派に、また時衆からも宗旨を替える者も出始め高田派はますます勢いを増していった。

### 戦国時代
だが、せっかく増えていった門徒や末寺であったが、真慧の友人であり本願寺派第8世でもあった蓮如の布教活動により、天台宗の青蓮院末寺となって衰微していた本願寺の威勢が上がり、本願寺派に転属してしまう門徒や末寺が現れだした。
翌寛正6年（1465年）になると、天台宗の延暦寺は正月早々に以前から対立していた蓮如を「仏敵」とし、延暦寺西塔の衆徒が一斉に大谷本願寺を襲って破却し、3月に再び本願寺を破却した（寛正の法難）。そんな中、延暦寺は高田派と本願寺派との違いがあまり理解できなかったのか、高田派を本願寺派と同一視して敵視してきた。そのために7月になって真慧は比叡山に登り、専修寺門流（高田派）は無碍光流（本願寺派）とは全く別であることを陳述した。さらに寺伝によると、その理解を得ようと7日間にわたって親鸞の教えである浄土真宗の教義を講義したところ比叡山中の僧侶が感動し、真慧は親鸞聖人の再来ではないのかとの噂まで出だした。こうして、高田派こそ浄土真宗の正統だと認められ、慈覚大師が一刀三礼で彫り上げた阿弥陀如来立像を延暦寺から譲られたとする（証拠如来縁起）。以来、現在もこの「証拠の如来」と呼ばれている阿弥陀如来像が一身田本山専修寺の本尊である。しかしこの後、延暦寺の威勢には勝てず、専修寺も延暦寺東塔の末寺となってしまう。
また同年、伊勢国の門徒の懇請によって伊勢一身田に無量寿院を建立し、西国での重要拠点とし、そして本願寺が高田派の末寺と門徒を引き抜いた件で蓮如に抗議し、本願寺派との関係を断った。
文明5年（1473年）、加賀で守護の富樫氏が家督争いを起こした際、高田派は富樫幸千代につき、本願寺派は富樫政親について合戦が行われたが、翌文明6年（1474年）、本願寺派の一揆（一向一揆）と結んだ政親が勝利し、幸千代は加賀から追放されて高田派は逼塞を余儀なくされた。さらにこの時期、蓮如が越前に吉崎御坊を建立して本格的に越前・加賀を布教していたために高田派や三門徒の末寺・門徒の多くが本願寺派に宗旨替えを行っていったこともあり、高田派の勢いは衰えていった。だがそれでも、文明10年（1478年）3月に高田専修寺を皇室の祈願所とするとの後土御門天皇の綸旨が下付され、真慧は「上人号」も勅許される。長享元年（1487年）10月には法橋だった真慧に法印が叙された。
長享2年（1488年）6月、加賀で本願寺派が一向一揆を起こして守護の富樫政親と合戦を行った（加賀一向一揆）。この時に高田派は今度は政親に味方して再び本願寺門徒と戦うが政親は敗れて高尾城で自害し、本願寺派が加賀を占領した。そのため本願寺派に転宗する者も続出し、やむなく多くの高田門徒は加賀から出て行ってしまった。そしてこの時、政親の妻が我が子を連れて加賀を逃れて真慧の下に身を寄せて、やがて真慧の内室となった。この連れ子こそ後の応真である。
永正3年（1506年）7月、加賀の本願寺門徒が越前へ攻め入込んできたため、高田門徒や三門徒は朝倉貞景に味方した。そして九頭竜川の戦いで朝倉軍が勝ち、本願寺派の有力寺院である和田本覚寺と藤島超勝寺は越前から追放されて加賀に逃れた。以降越前では本願寺派は禁教となり、残された本願寺派の門徒は大半が高田派に宗旨替えを行ったので高田派は越前での勢いを取り戻した。

### 相続争い
永正7年（1510年）6月、長らく伊勢にいる真慧であるが、一応いまだに高田派本山である下野高田専修寺の住持職を応真に譲ろうとした。高田専修寺の住持は高田派の法主を意味している。が、応真がこれを辞退したため、常盤井宮家出身で、後柏原天皇の猶子であった真智を養子とし、真智に跡を継がそうとした。そして永正9年（1512年）10月に第10世の真慧が亡くなると翌11月後柏原天皇は真智に対して高田専修寺の住持職を承認した。しかし、真智が専修寺の住持を相続したことに反発し、それを認めない僧たちが続出し、彼らは真智に対抗するために応真を擁立し、ここに応真と真智との間で相続争いが発生した。
翌年の永正10年（1513年）2月、応真派の反撃によって天皇は逆に応真に対して専修寺門流の正統を承認する綸旨を出した。だが真智派の反撃は早かった。12月に天皇は一転して応真への綸旨を棄破し再び真智の高田専修寺住持職を承認した。また真智に末代紫衣を着し参内して宝祚延長を祈ることをも命じた。真智は後柏原天皇の猶子でもあったので有利な立場だったのは当然ともいえる。真智は三河の桑子明眼寺・菅生満性寺などの有力寺院の支援を受け、ますます応真との対決姿勢を強めていった。
しかし、応真派の巻き返しもあってなんとか永正17年（1520年）9月、室町幕府は応真の高田専修寺住持職を承認、翌永正18年（1521年）6月には天皇も応真に対して専修寺下野流の相続を承認した。
そして、翌大永2年（1522年）、この頃一身田専修寺とも言うようになってきた一身田無量寿院を応真が継ぐ代わりに、応真は真智の付弟となることとなった。これによりようやく真智と応真は和解し、応真が第11世となって相続争いはひとまず決着した。
真智は三河の桑子明眼寺・菅生満性寺の他、越前四ヶ寺と呼ばれる大野専西寺・風尾勝鬘寺・松木専光寺・兵庫西光寺などの大坊主たちを味方に付けていたが、対して応真は伊勢の小坊主たちが主な味方であった。これにより、伊勢での立場は優位であったが、高田派全体として見れば応真の立場はいまだ優位ではなかった。
その4年後の大永6年（1526年）、本山であった下野高田専修寺は兵火のために焼失した。
享禄4年（1531年）の大小一揆の乱の際には高田派は朝倉氏や三門徒、さらに本願寺に破門された賀州三ヶ寺（波佐谷松岡寺・山田光教寺・若松本泉寺の小一揆）と結び、和田本覚寺・藤島超勝寺などの本願寺派（大一揆）と対立した。
天文6年（1537年）5月、応真が養子の堯慧へ譲状を書いて亡くなった。これにより高田派第12世は堯慧が継いだのであるが、天文8年（1539年）6月にあろうことか幕府は真智に対して一身田無量寿院住持職を承認してしまった。これによりまたしても真智との相続争いが再燃してしまった。天文12年（1543年）3月には幕府は再び真智に一身田無量寿院の住持職を承認し、堯慧の立場はよけいに悪くなった。しかし真智に反抗する僧たちは依然として多く、真智は一身田無量寿院に入れなかった。
永禄元年（1558年）9月、正親町天皇が堯慧に対し高田専修寺住持職を承認すると、真智は同年に越前国に移動し、坂井郡熊坂村に熊坂専修寺を建ててここを本寺として堯慧に対抗していく。
永禄3年（1560年）2月には故応真に権僧正を追贈し、堯慧をも権僧正に昇任させて堯慧の優位が確定したかに見えた。だが、朝廷は堯慧に高田専修寺住持職を認めたと同時に真智にも高田専修寺住持職を認め、両者の争いは全く止むことがなかった。
4月になると本願寺が専修寺に権僧正の極官を返上するよう幕府へ訴えるという事件が起きた。高田派と本願寺派の仲の悪さはここに極まった感がある。が、結局この訴えは本願寺が敗訴して終わった。
この頃に伊勢一身田の無量寿院を正式に本山とし、こちらも正式に一身田専修寺と名乗るようになった。やがて下野国高田専修寺を「本寺専修寺」、伊勢国一身田専修寺を「本山専修寺」と呼ぶようになっていく。だが、永禄4年（1561年）、永禄5年（1562年）と続けて将軍足利義輝は真智に高田専修寺住持職を認め、熊坂専修寺はなお一定の勢力を保っていた。
永禄6年（1563年）、三河国で一向一揆が発生した（三河一向一揆）が、真智派の寺院である桑子明眼寺・菅生満性寺はすかさず徳川家康について、本願寺派の三河三ヶ寺（本證寺、上宮寺、勝鬘寺）と対立したが翌年徳川方が勝利した。以降三河では天正11年（1583年）まで本願寺派は禁教とされた。なお、明眼寺は家康をかくまって助けたことにより「源」の一字を与えられ、妙源寺と改称した。

### 越前での混乱
永禄10年（1567年）、越前の朝倉氏は本願寺と和睦した。これによって越前国内で本願寺派の布教が許されるようになると加賀に逃れていた本願寺派の和田本覚寺と藤島超勝寺が越前に復帰し、高田派に転属していた門徒たちもそのほとんどが本願寺派に復帰して高田派は大打撃を受けた。その上、元亀2年（1571年）6月には朝倉義景の娘と本願寺第11世顕如の子教如とが婚約し、朝倉氏と本願寺は対織田信長で提携して益々強固に結びついていったため高田派は二派に分かれて争っている場合などではなかった。
天正元年（1573年）8月、朝倉義景は刀根坂の戦いで信長に大敗北を喫して越前国大野郡に逃れてきたが、織田方に呼応した従兄弟の朝倉景鏡によって自害させられて越前は信長の領土となった。
翌天正2年（1574年）、1月に富田長繁が土一揆を引き起こしたが、それが2月には本願寺の七里頼周を大将とする一向一揆（越前一向一揆）に進展し、長繁を攻撃し始めたので高田派は中立の立場をとったが三門徒は長繁に味方した。が、長繁は討死して越前は本願寺派が支配することとなったので高田派は逼塞を余儀なくされた。そして越前の支配者として本願寺は坊官の下間頼照を派遣してきたが、ちょうどその頃に一向一揆は三門徒の寺や平泉寺・朝倉景鏡を攻め滅ぼし、永平寺にも焼き討ちを行った。二派に分裂して衰退していた高田派は特に一向一揆に対して逆らわなかったのでなんとか生き延びることができたのであった。
しかし、7月には織田方の羽柴秀吉や菅屋長頼から高田派や朝倉景健・堀江景忠に向けて織田軍が攻め込んだ時は味方をするようにとの書状が送られてきており、織田方から反本願寺という立場を期待されてもいたのである。
この同じ7月には下間頼照や七里頼周のやり方に反発した一揆衆が頼照に攻め滅ぼされるなどしたため反発は拡大して各所で下間・七里に対する一向一揆が発生し（一揆内一揆）、越前国内の混乱は収拾がつかなくなっていった。
天正3年（1575年）8月、織田軍が越前に再び攻め寄せるとすでに弱体化していた一揆軍は各所で崩壊し、信長は越前を平定した。一揆軍の指導者であった七里頼周はなんとか加賀に撤退できたが、下間頼照は逃げ遅れて潜伏する羽目になった。しかし、10月になって海から加賀に脱出しようとして三国湊を目指していたところ、坂井郡下野村の高田派寺院黒目称名寺の門徒に見つけられ、首をはねられた。他にも本願寺派の門徒が3から4万人ほど処刑される中、高田派の苦境はひとまず去った。それでも、本願寺派の門徒でいまだに揉めている最中の高田派へ宗旨替えをする者はごく少数であった。
そして11月、一身田専修寺に念願であった准門跡号が勅許された。第13世堯真の代となった天正10年（1582年）5月には前法主堯慧が僧正から大僧正に昇進した。高田派では初めての大僧正への就任である。
天正13年（1585年）7月、熊坂専修寺住持の真智が亡くなり跡を子の真空が継いだが、真空も翌天正14年（1586年）5月に亡くなって熊坂専修寺は廃絶した。だが、高田専修寺から来た真能が跡目を継いで隣村に畠中専修寺として再興させた。この間、堯真は真智派の越前四ヶ寺の切り崩し工作なども行ったが上手くいかなかった。本寺争いは依然として、終わっていないのである。

### 江戸時代
高田派は江戸時代に入ると西の本願寺派と東の大谷派に分裂した本願寺に次いで、浄土真宗内で末寺数・門徒数が多い宗派としてその法燈を守った。親鸞の高弟である真仏以来の高田派であるため、「真宗の法灯集団」、「法脈の教団」ともいわれている。
高田派は伊勢国一身田専修寺を本山専修寺として確立させたが、以前の本山であり、戦火によって荒廃していた下野国高田専修寺をも本寺専修寺としてその伽藍の復興に努めた。
一方で、畠中専修寺はというと、真能の弟子真教が福井藩、次いで江戸幕府に畠中専修寺の正統を訴えていたが寛永11年（1634年）、敗訴した。これによって越前四ヶ寺の内大野専西寺を除く風尾勝鬘寺・松木専光寺・兵庫西光寺は一身田専修寺に転属したものの門徒には意地があり、一人も一身田専修寺に宗旨替えをせず、最終的に大谷派や浄土宗に流れていき、畠中専修寺は廃絶した。
それでも、真教の子専誉が宮方法性寺として復興させて高田派から独立を図ると一身田専修寺はこれを幕府に訴えた。その結果、寛文3年（1663年）3月に宮方法性寺は破却されることとなり、真教・専誉父子は近江国大溝藩に配流された。ここにようやく一身田専修寺とかつての熊坂専修寺との本寺争いは終わったのである。
寛永21年（1644年）10月、第15世堯朝は、引退していた前法主堯秀が大僧正に任じられた御礼言上を幕府に行うために江戸に向かった。だが幕府は事前審査を受けていなかったことなどを理由に堯朝を激しく叱責した。こうして堯朝と幕府がもめている最中の翌正保2年（1645年）1月、一身田専修寺で大火が発生し、全山全焼してしまった。
大僧正就任問題の件は妻高松院の兄である津藩主藤堂高次のとりなしで和解が図られた。が、幕府は和解の条件として、専修寺の寺宝である親鸞聖人の真蹟を将軍徳川家光へ献上せよとの難題を提示してきたのであった。結局堯朝は拒否の姿勢を身をもって示すため正保3年（1646年）8月22日、江戸の唯念寺で自害して果てた。これには幕府も大慌てし、問題をすべて不問に付するしかなかった。
焼失した専修寺であるが、御影堂は堯朝の父である前法主で第14世であった堯秀の奮闘や、万治元年（1658年）に藤堂氏から新たにこれまでの境内地の西側に土地を寄進されたこともあって寛文6年（1666年）に着工、延宝7年（1679年）に完成した。なおこの復興の時である、堯秀はこの際お堂の向きを西本願寺・東本願寺・佛光寺・興正寺のように浄土教の考えでもって東面させて建てようと考えた。ところが、門徒らはこれまで通りの伝統的なやり方である南面させて建てる形にするようにと主張した。その理由としては、東からの伊勢湾の風が強かったこと、境内地が東西の横長に広がっていたこと、南側に幹線道路があることなどであった。結局は藩主藤堂高次の仲裁もあって門徒の意見が通り南面して建てられることとなった。
しかし、如来堂は遅れて第17世円猷の代である享保6年（1721年）に着工、さらに27年かかって寛延元年（1748年）ようやく完成し、慈覚大師に由来を持つ阿弥陀如来像、「証拠の如来」が安置されたのであった。この間、下野国高田専修寺の如来堂も元禄14年（1701年）にやっと再建され、親鸞に由来を持つ一光三尊仏が再び安置された。

## 主な寺院
本寺
- 専修寺（栃木県真岡市）

本山
- 専修寺（三重県津市一身田町）

別院
- 京都別院
- 名古屋別院
- 神戸別院
- 北海道別院（北海道札幌市清田区平岡3条3丁目）
- 福井別院
- 関東別院
  - 関東別院千葉分院
  - 関東別院つくば分院
- 横浜別院乗願寺

## 特徴
高田派の勤行は、朝は『正信偈』、夕方は『文類偈』を読経する。真宗十派のうちで毎日の勤行に『文類偈』を使用するのは高田派だけの特徴である。そして第14世堯秀が親鸞や高田派歴代の上人の書状を編纂した『御書』を必ず最後に拝読する。

## 歴代法主
第21代の堯熙以降は常磐井を家名としている。
- 第初代 親鸞 - 宗祖
- 第2代 真仏 - 椎尾氏の出身
- 第3代 顕智 - 井東基知の子
- 第4代 専空 - 大内国行の子
- 第5代 定専 - 専空の子
- 第6代 空仏 - 専空の子
- 第7代 順証 - 専空の甥
- 第8代 定順 - 順証の子
- 第9代 定顕 - 定順の子
- 第10代 真慧 - 定顕の子、中興の祖
- 第11代 応真 - 真慧の子
- 第12代 堯慧 – 飛鳥井雅綱の子、将軍足利義晴の猶子

- 第13代 堯真 - 堯慧の子
- 第14代 堯秀 - 堯真の子
- 第15代 堯朝 - 堯秀の子
- 第16代 堯円 – 花山院家の出身
- 第17代 円猷 – 伏見宮貞致親王の子
- 第18代 円遵 – 有栖川宮家の出身
- 第19代 円祥 – 鷹司輔平の子、有栖川宮家の猶子
- 第20代 円禧 - 円祥の子、有栖川宮韶仁親王の猶子
- 第21代 堯熙 – 近衛忠煕の七男、有栖川宮幟仁親王の猶子
- 第22代 堯猷 - 近衛忠房の次男、堯熙の甥
- 第23代 堯祺 - 堯猷の子
- 第24代 鸞猷 - 堯祺の子
- 第25代 慈祥 - 鸞猷の子

## 特記事項
真宗高田派専修寺（およびその末寺）では他の真宗教団と異なり歎異抄を聖典として用いていない（否定しているわけではないことに注意）。
これは「専修寺には親鸞聖人の真筆文書が多数伝来しており、弟子の聞き書きである歎異抄をあえて用いる必要性が薄い」との考えによるものである。
なお、専修寺は現存している親鸞の真筆文書の4割強を収蔵しており、これは東西本願寺より多い。